# Krkač
 Krkač  falu Horvátországban Zágráb megyében. Közigazgatásilag Vrbovechez tartozik.

## Fekvése
Zágrábtól 30 km-re északkeletre, községközpontjától 6 km-re északnyugatra, a Rakovecet Vrboveccel összekötő út mellett  fekszik.

## Története
A települést 1771-ben mint a rakolnok-verebóci uradalomhoz tartozó falut említik először. 1802-ben a Patacsich család birtoka volt.
1857-ben 65, 1910-ben 162 lakosa volt. Trianonig Belovár-Kőrös vármegye Kőrösi járásához tartozott. 2001-ben 102  lakosa volt.

## Lakosság
| Lakosság változása | Lakosság változása | Lakosság változása | Lakosság változása | Lakosság változása | Lakosság változása | Lakosság változása | Lakosság változása | Lakosság változása | Lakosság változása | Lakosság változása | Lakosság változása | Lakosság változása | Lakosság változása | Lakosság változása |
| ------------------ | ------------------ | ------------------ | ------------------ | ------------------ | ------------------ | ------------------ | ------------------ | ------------------ | ------------------ | ------------------ | ------------------ | ------------------ | ------------------ | ------------------ |
| 1857               | 1869               | 1880               | 1890               | 1900               | 1910               | 1921               | 1931               | 1948               | 1953               | 1961               | 1971               | 1981               | 1991               | 2001               |
| 65                 | 80                 | 110                | 94                 | 129                | 162                | 143                | 154                | 172                | 163                | 152                | 145                | 132                | 107                | 102                |

## Külső hivatkozások
Vrbovec város hivatalos oldala